# Anto Drobnjak
Anto Drobnjak (nacido el 21 de septiembre de 1968) es un exfutbolista y entrenador de fútbol montenegrino que se desempeñaba como delantero. Actualmente es en entrenador del FK Kom de Montenegro.
Anto Drobnjak jugó 6 veces y marcó 2 goles para la selección de fútbol de Yugoslavia entre 1996 y 1998.

## Trayectoria

### Clubes
| Club                      | País       | Año       |
| ------------------------- | ---------- | --------- |
| FK Budućnost Podgorica    | Yugoslavia | 1987-1992 |
| Estrella Roja de Belgrado | Yugoslavia | 1992-1994 |
| SC Bastia                 | Francia    | 1994-1997 |
| RC Lens                   | Francia    | 1997-1998 |
| Gamba Osaka               | Japón      | 1998-1999 |
| FC Sochaux-Montbéliard    | Francia    | 1999-2001 |
| FC Martigues              | Francia    | 2001-2002 |

### Selección nacional
| Selección | País       | Año       |
| --------- | ---------- | --------- |
| Absoluta  | Yugoslavia | 1996-1998 |

## Estadística de equipo nacional
| Selección de fútbol de Yugoslavia | Selección de fútbol de Yugoslavia | Selección de fútbol de Yugoslavia |
| Año                               | Part.                             | Goles                             |
| --------------------------------- | --------------------------------- | --------------------------------- |
| 1996                              | 1                                 | 0                                 |
| 1997                              | 2                                 | 1                                 |
| 1998                              | 3                                 | 1                                 |
| Total                             | 6                                 | 2                                 |